# Leonivka, Kaharlîk
Leonivka (în ucraineană Леонівка) este localitatea de reședință a comunei Leonivka din raionul Kaharlîk, regiunea Kiev, Ucraina.

## Demografie
Componența lingvistică a localității Leonivka
     Ucraineană (99,04%)
     Alte limbi (0,96%)
Conform recensământului din 2001, majoritatea populației localității Leonivka era vorbitoare de ucraineană (99,04%), existând în minoritate și vorbitori de alte limbi.